# Grammodes congenita
Grammodes congenita là một loài bướm đêm trong họ Erebidae.